# Canon TS-E 24mm L II
Le Canon TS-E 24 mm f/3.5L II  est un objectif professionnel à décentrement, grand angle à focale fixe proposant l'équivalent des mouvements des chambres photographiques à soufflet pour les boitiers Canon EOS. Bien qu'il utilise une monture EF, cet objectif n'a pas d'autofocus, la mise au point est donc exclusivement manuelle.
Bien que l'on parle d'objectif à décentrement, il y a en fait deux types de mouvements possibles :
- Le décentrement (shift) de ±12 mm permet d'ajuster la position du sujet dans l'image sans déplacer le boitier. Il permet aussi d’éviter la convergence des lignes parallèles qui apparait dans les photos de bâtiments tels que les immeubles. Le décentrement peut aussi être utilisé pour faire des panoramiques de deux photos sans bouger le boitier.

- La bascule (tilt) de ±8.5° exploite la loi de Scheimpflug pour faire converger les plans de netteté avant et arrière. En absence de bascule ces deux plans sont parallèles et définissent la profondeur de champ. Ce contrôle de la profondeur de champ peut être utilisé aussi bien pour diminuer la zone de netteté que pour l'augmenter. On peut ainsi créer l'effet de maquette en positionnant le sujet proche de la zone d'intersection des plans de netteté, donc proche de l'appareil et en contrebas. Ou, au contraire, avoir une profondeur de champ très étendue et commençant très près en incluant tout le sujet dans le cône de netteté qui commence toujours sur le même plan que l'image.

La première version de cet objectif date de 1991 et ne permet pas des mouvements d'aussi grande amplitude que la version II décrite ici et commercialisée depuis 2009. Une des nouveautés de la version II est de permettre de combiner chaque mouvement avec une rotation de ±90°. La combinaison du décentrement, avec ou sans rotation, et de la bascule, avec ou sans rotation, donne pratiquement autant de liberté qu'une chambre photographique à soufflet.
En plus de ces capacités spécifiques les critiques , disent qu’il s’agit certainement du meilleur objectif 24 mm construit par Canon. Cette qualité d’image s’explique par le fait que la fonction de décentrement exige de créer une image de qualité sur une surface bien plus grande que le capteur, le centre de l’image étant alors excellent.